# Барський професійний будівельний ліцей
 Державний навчальний заклад «Барський професійний будівельний ліцей» (колишнє ПТУ 13, СПТУ № 8) — державний професійний навчальний заклад другого атестаційного рівня, у місті Бар, Вінницької області. Підпорядкований Міністерству освіти і науки України. Ліцей здійснює підготовку робітників високого рівня кваліфікації для будівельної галузі України з числа випускників загальноосвітніх навчальних закладів на основі базової чи повної загальної середньої освіти і діє на підставі Статуту, розробленого відповідно до Положення про професійно-технічні навчальні заклади від 05.08.1998 року за № 1240.

## Історія закладу
Історія Барського професійного будівельного ліцею почалася з 1968 року.
Наказом Вінницького міжобласного управління профтехосвіти № 159 від 15 жовтня 1968 року було створено Барське професійно-технічне училище № 13.
Для об'єднання «Вінницясільбуд» училище набрало на навчання 300 учнів з будівельних професій.
У 1975 році ПТУ № 13 перейменовано в СПТУ № 8 з правом надання учням середньої освіти.
У 1982 році училище перейшло в новозбудоване містечко з навчальним і побутовим корпусами, гуртожитком і просторими майстернями.
У 2003 році ПТУ № 8 реорганізовано у Барський професійний будівельний ліцей Вінницької області наказом Управління освіти Вінницької облдержадміністрації від 03.04.2003 року «Про вдосконалення мережі професійно-технічних навчальних закладів».
З 2011 року ліцей розпочав співпрацю з компанією «Хенкель Баутехнік (Україна)». Будується навчально-практичний будівельний центр у проекті Хенкель-Академія.

## Матеріально-технічна база ліцею
Комплекс ліцею розташований на території площею 3,04 га і включає:
- чотирьохповерховий навчальний корпус загальною площею 1 734 м²;
- виробничий корпус загальною площею 2 743 м²;
- побутовий корпус загальною площею 3 837 м² на 480 учнів;
- 5-поверховий гуртожиток 4 826 м²;
- стадіон — 0,4 га.

Для проведення практичного та теоретичного навчання в ліцеї створена комплексна навчально-матеріальна база:
- кабінетів — 21 (у тому числі з предметів профтехциклу 7);
- навчально-виробничих майстерень — 9.

## Директори
- Першим директором училища був Олександр Микитович Федик, який керував училищем з 1968 по жовтень 1985 (17 років).
- У жовтні 1985 року директором став Анатолій Іванович Шутко, який очолював заклад до квітня 2003 року.
- З 2003 року по лютий 2021 року директором ліцею був Валерій Іванович Лановий.
- Із 17 лютого 2021 року обов'язки директора виконує Анатолій Вікторович Шиндилюк.

## Професії
На базі 9 класів з отриманням повної середньої освіти (термін навчання 3 роки):
- 1. Муляр. Штукатур. Монтажник систем утеплення будівель.
- 2. Штукатур. Лицювальник-плиточник. Маляр.
- 3. Електрогазозварник. Електрозварник на автоматичних та напівавтоматичнихмашинах.
- 4. Столяр будівельний. Верстатник деревообробних верстатів.
- 5. Офісний службовець (бухгалтерія). Оператор комп'ютерного набору.

На базі 11 класів з отриманням першої професійної освіти (термін навчання 1 рік):
- 1. Електрогазозварник.
- 2. Монтажник систем утеплення будівель.

## Випускники
- Гореленко Сергій Миколайович — старший офіцер центрального територіального управління Національної гвардії України
- Магльона Валерій Володимирович — голова Гаївської сільської ради
- Соловей Віктор Володимирович — кандидат педагогічних наук, старший викладач кафедри технологічної освіти, економіки і безпеки життєдіяльності Вінницького державного педагогічного університету імені М. Коцюбинського

#### Герої російсько-української війни (посмертно)
- Водзяновський Андрій Володимирович (18.06.1983, Бар —24.08.2015, Невельське, Донецька обл.) — солдат ЗСУ, сапер 93-ї окремої механізованої бригади. Нагороджений орденом «За мужність» III ступеня (21.03.2016 посмертно). Навчався в училищі по професії «Столяр будівельний» у групі № 10 (1998—2001).
- Мирчук Денис Віталійович (17.08.1995, Радівці, Деражнянський р-н — 16.08.2014, Красне, Луганська обл.) — молодший сержант ЗСУ. Нагороджений орденом «За мужність» III ступеня (14.03.2015, посмертно), нагрудним знаком «За оборону Луганського аеропорту» (посмертно), пам'ятним знаком «За воїнську доблесть». Навчався у ліцеї по професії «Муляр, монтажник з МСтЗК, електрозварник РЗ» у групі № 12 (2010—2013).
- Ординський Леонід Іванович (03.08.1973, Бар—28.06.2014, Карпівка, Донецька обл.) — десантник, молодший сержант ЗСУ. Нагороджений орденом «За мужність» III ступеня (посмертно). Навчався в училищі по професії «Столяр будівельний» у групі № 11 (1988—1991).
- Шипа Олександр Анатолійович (17.06.1984, Верхівка, Барський р-н — 03.09.2018, біля Новоайдара, Луганська обл.) — капітан ЗСУ, 59 ОМБР. Навчався у ліцеї по професії «Муляр, монтажник з МСтЗК, електрозварник РЗ» у групі № 17 (1999—2002).[1]
- Щепанський Олег Володимирович (27.08.1976, Комарівці, Барський р-н —18.02.2015, Дебальцеве, Донецька обл.) — солдат ЗСУ. Нагороджений орденом «За мужність» III ступеня (посмертно). Навчався в училищі по професії «Газозварник» у групі № 23 (1991—1994).

#### Загинули після повномасштабного вторгнення 24 лютого 2022
Герчогло Богдан Валерійович (1992, Чемериси-Барські — 07.07.2023) — старший солдат ЗСУ. Учасник АТО з 2017 по 2020 рік. До 2017 року працював майстром виробничого навчання в навчальному закладі. Житель села Чемериси-Барські.
- Бега Ярослав Іванович (24.02.1983, Іванівці, Барський р-н — 27.07.2023, Роботине, Пологівський р-н, Запорізька обл.) — старший солдат ЗСУ. Навчався в гр. № 7 у 1999—2002 рр. за професією «Електрогазозварник». Нагороджений орденом «За мужність» III ступеня (посмертно).
- Белінський Роман Володимирович (23.04.1981, Бар — 19.07.2022) — солдат ЗСУ. Навчався по професії «Штукатур. Лицювальник-плиточник. Маляр» у групі № 2 (1996—1999).
- Блажко Роман Вікторович (17.02.1986, Супівка — 16 вересня 2022, Селидове, Донецька обл.) — командир кулеметного відділення, сержант ЗСУ. Нагороджений орденом «За мужність» III ступеня (посмертно). Навчався по професії «Штукатур. Лицювальник-плиточник. Маляр» у групі № 9 (2001—2004).
- Боднар Олександр Миколайович (22.02.1987, 22 лютого 1987, Ялтушків, Барський р-н — 21.07.2023, Новоселівське, Сватівський р-н, Луганська обл.) — солдат ЗСУ. Навчався в гр. № 16 у 2005—2006 рр. за професією «Верстатник деревообробних верстатів. Столяр будівельний». Нагороджений орденом «За мужність» III ступеня (посмертно).
- Веденєв Максим Олегович (25.05.1989, Копайгород — 03.08.2023, поблизу Роботине, Запоріжська обл.) — старший солдат ЗСУ. Навчався по професії «Штукатур. Лицювальник-плиточник. Маляр» у групі № 2 (2005—2008). Нагороджений орденом «За мужність» III ступеня (посмертно).
- Веретко Микола Іванович (21.04.1988, 21 квітня 1988, Осламів, Віньковецький р-н, Хмельницька обл. — 20.11.2023, Синьківка, Куп'янський р-н, Харківська обл.) — солдат ЗСУ. Навчався в ліцеї у 2003—2006 рр. за професією «Верстатник деревообробних верстатів. Столяр будівельний». Нагороджений орденом «За мужність» III ступеня (посмертно).
- Водзяновський Роман Анатолійович (19.09.1989 — 13.01.2023) — солдат ЗСУ, житель села Маньківці Северинівської територіальної громади.[3] Навчався у 2004—2007 роках за спеціальністю «Електрогазозварник».
- Войтович Анатолій Петрович (11.08.1964 — 17.07.2022, Миколаїв) — солдат ЗСУ. Навчався по професії «Столяр будівельний» у групі № 12 (1980—1983).[4]
- Волошин Руслан Вікторович (18.08.1999, Подолянське Віньковецький р-н — 27.08.2022, Харків) — солдат ЗСУ. Навчався по професії «Електрогазозварник, електрозварник на АНАМ» у групі № 7 (2014—2017).[5]
- Генделяк Сергій Олександрович (25.09.1992, Снітків, Мурованокуриловецький р-н — 31.10.2023, Первомайське Донецька область) — молодший сержант ЗСУ. Нагороджений орденом «За мужність» ІІІ ступеня.
- Грузевич Олександр Володимирович (21.06.1987, Явтухи, Деражнянський р-н — 13.07.2022, Кам'янка, Донецька обл.) — солдат ЗСУ. Навчався по професії «Електрогазозварник» у групі № 7.[6]
- Дячок Вадим Вікторович (23.12.1978, Бар — 01.01.2024, Роботине, Пологівський р-н, Запорізька обл.) — солдат ЗСУ. Навчався 01.09.1994 — 30.06.1997 за спеціальністю «Столяр; тесляр; оператор деревообробних верстатів». Нагороджений орденом «За мужність» III ступеня (посмертно).
- Карий Ростислав Вікторович (19.04.1994, Бар — 21.05.2023, бахмутський напрямок) — командир 2 відділення спецпризначення 1 групи спецпризначення 1 роти спецпризначення ЗСУ. Нагороджений Президентом України за участь в АТО та відзнакою за зачистку Бучі та Ірпеня. Навчався у ліцеї по професії «Муляр, монтажник з МСтЗК, електрозварник РЗ» у групі № 12 (2010—2013).[7]
- Кирилюк Володимир Володимирович (22.04.1969, Слобода Ходацька — 05.12.2023, Терни, Лиманський р-н, Донеччина) — сержант, командир стрілецького відділення ЗСУ. Навчався у 1984—1987 роках за спеціальністю «Електрогазозварник». Нагороджений орденом «За мужність» ІІІ ступеня.
- Кретюк Сергій Анатолійович (26.05.1992, Міжлісся — 03.2023) — солдат ЗСУ. Навчався за спеціальністю «Штукатур. Лицювальник-плиточник. Маляр» (2007—2010) у групі № 9.[8]
- Крисько Сергій Васильович (22.11.1985, Жмеринка — 10.01.2023, Бахмут, Донецька обл) — військовослужбовець 57 окремої мотопіхотної бригади ЗСУ, мешканець м. Жмеринка. До війни працював на залізничному підприємстві БМЕУ, а на фронті старший солдат був водієм та електриком. Загинув під час виконання бойового завдання внаслідок артилерійського обстрілу.[9] Навчався за професією «Маляр, штукатур» (2002—2004).
- Лаута Ігор Миколайович (26.09.1991, Жмеринка — 27 листопада 2023, біля Терни, Лиманська МТГ, Донецька обл.) — молодший сержант, командиром 1-го стрілецького відділення 2-го стрілецького взводу 2 стрілецької роти ЗСУ. Навчався по професії «Штукатур. Лицювальник-плиточник. Маляр» у 2007—2010 рр. Мешканець села Федорівка Жмеринської МТГ[10].
- Манастирський Михайло Володимирович (01.06.1999, Згарок, Деражнянський р-н — 01.2023) — солдат ЗСУ.[11] Навчався по професії «Штукатур. Лицювальник-плиточник. Маляр» у групі № 2 (2014—2017).
- Марценюк Валерій Анатолійович (1986, Станилівка, Погребищинський р-н — 15 жовтня 2023, Дніпро) — солдат ЗСУ. Учасник АТО 2016—2018 років. Навчався по професії «Муляр. Монтажник з монажу сталевих та залізобетонних кгнструкцій, електрозварникручного зварювання» у 2005—2008 рр.[12]
- Мар'яш Михайло В'ячеславович (12.06.1976, Бар — 01.01.2023, Бахмут, Донецька обл.) — молодший сержант ЗСУ. Навчався по професії «Електрогазозварник» у групі № 5 (1993—1994)[13].
- Миронович Олександр Дмитрович (1976 — 10.10.2023, поблизу Первомайське, Донецька обл.) — солдат ЗСУ.
- Мирчук Ігор Сергійович (08.02.1984, Антонівка, Барський р-н — 14.07.2023, Шахтарське, Донецька обл.) — старший сержант, ЗСУ. Навчався у 1999—2002 рр. за спеціальністю «Штукатур. Лицювальник-плиточник. Маляр».
- Ніколаєв Вадим Юрійович (07.05.1999, Гармаки — 24.02.2023, Бахмут) — солдат ЗСУ, військовослужбовець із 2018 року. Навчався за спеціальністю «Штукатур. Лицювальник-плиточник. Маляр» (2014—2017) у групі № 2.[14]
- Новіцкас Володимир Олексійович (26.07.1997, Курашівці, Мурованокуриловецький р-н — 15.10.2022, Білогорівка, Луганська обл.) — старший солдат 8 полку оперативного призначення ім. Івана Богуна НГ ЗСУ[15]. Навчався за спеціальністю «Штукатур. Лицювальник-плиточник. Маляр» (2012—2015).
- Павич Віталій Володимирович (24.08.1998, Первомайськ, Придністров'я — 15.08.2022, Донецька обл.) — старший солдат ЗСУ. Навчався по професії «Офісний службовець (бухгалтерія). Оператор КН» у групі № 20 (2014—2016).[16]
- Слівін Олександр Михайлович (03.06.1971, Вінниця — 4 жовтня 2022, Давидів Брід, Херсонська обл.) — солдат ЗСУ, навідник механізованого відділення, проживав у с. Терешки. Навчався в групі № 9 (1986—1989) за спеціальністю «Штукатур-плиточник, облицювальник».[17]
- Ставнічук Микола Олександрович (22.08.1975, Токарівка, Жмеринський р-н — 10.08.2022) — солдат ЗСУ. Навчався по професії «Штукатур. Лицювальник-плиточник. Маляр» у групі № 2 (1990—1993).[18]
- Теперчук Олександр Васильович (15.12.1987, Гармаки — *.02. 2023) — солдат ЗСУ. Навчався по професії «Електрогазозварник» у групі № 19 (2003—2007).[19] Похований в селі Красносілка 28.02.2023.[20]
- Тхак Андрій В'ячеславович (29.07.1988, Бар — 26.04.2022) — головний сержант, військовослужбовець 70-го центру інженерного забезпечення. Нагороджений орденом «За мужність» III ступеня (посмертно)[21]. Навчався по професії «Електрогазозварник» у групі № 19 (2003—2006).
- Тхір Сергій Тодосійович (10.05.1969, Бар — 11 листопад 2022) — сержант ЗСУ, командир стрілецького відділення проживав у с. Гармаки. Навчався у 1985—1988 роках, група № 19, за спеціальністю «Електрозварник ручної зварки».[22]
- Ходаніцький Андрій Миколайович (11.06.1996, Явтухи Деражнянський р-н — 30.04.2022, Попасна Луганська обл.) — старший солдат ЗСУ, з 2017 року учасник АТО[23]. Навчався по професії «Муляр. Штукатур. Монтажник СУБ» у групі № 17 (2011—2014).[6]
- Цимбалюк Олег Леонідович (26.10.1968—01.2023) — солдат ЗСУ, доброволець, мешканець м. Бар.[24] У 2005 році в навчальному закладі був слухачем групи ЕГЗ 05-03 від служби зайнятості.
- Шиманський Роман Володимирович (12.06.1984, Міжлісся, Барський район — 25.02.2022, біля м. Ірпінь) — молодший сержант 70-го центру інженерного забезпечення ЗСУ. Навчався за спеціальністю «Столяр будівельний. Верстатник д/о верстатів» у групі № 6 (1999—2002).

#### Учасник бойових дій в Афганістані
Гуршал Петро Миколайович (03.06.1960, Гайове — 09.01.1981, Афганістан) — воїн-афганець, загинув 9 січня 1981 року. За мужність і відвагу його посмертно нагороджено орденом Червоної Зірки.